# OV1–17A
OV1–17A (Orbiting Vehicle; angolul: keringő jármű) amerikai Légierő (USAF) magnetoszféra kutató tudományos műholdja.

## Küldetés
1965–1971 közötti időszakban alkalmazták. Tömegük 50 – 272 kilogramm között változott. A szilárd hajtóanyagú hordozórakéta az 1 sorozatot állította pályára.

## Jellemzői
Gyártotta és üzemeltette az Amerikai Egyesült Államok Légiereje (USAF).
Megnevezései: Orbiting Vehicle (OV1–17A); Orbiting Radio Beacon Ionospheric Satellite Calibration (Orbiscal 2); Orbiting Radio Beacon Ionospheric Satellite (Orbis Calibration 2); COSPAR: 1969-025D. Kódszáma: 3826.
1969. március 18-án a Vandenberg légitámaszpontról egy Atlas F Hordozórakéta az LC–576A2 (LC–Launch Complex) jelű indítóállványról juttatta alacsony Föld körüli pályára (LEO = Low-Earth Orbit). Az orbitális egység pályája 89,4 perces, 99,1 fokos hajlásszögű, elliptikus pálya perigeuma 175 kilométer, az apogeuma 309 kilométer volt. Tömege 221 kilogramm.
Egy hordozórakétával négy tudományos műholdat (OV1–17; OV1–17A; OV1–18; OV1–19) állítottak pályára. A műholdak összesen 41 kísérletet végeztek: a Nap elektromágneses sugárzását, a Van Allen sugárzási öv tanulmányozása, telemetriai berendezések illetve űrtechnológiai anyagok, építőelemek, napelemek tesztelése. A Föld mágneses terére merőlegesen, háromtengelyesen igazodóan forgással stabilizált. Alakja hengeres, átmérője 0,69, hossza 0,81 méter. Az űreszköz két végét napelemek borították, éjszakai (földárnyék) energia ellátását ezüst-cink akkumulátorok biztosították.
1969. március 24-én 6 napos (0,02 év) programja után belépett a légkörbe és megsemmisült.